# 隠岐宗清
隠岐 宗清（おき むねきよ）は、戦国時代の武将。尼子氏の家臣。隠岐国守護代。国府尾城（甲尾城）主。

## 略歴
隠岐氏は隠岐の国人。京極氏の庶流・尼子高久の弟である秀重（宗清の祖父）が隠岐氏を称したとされる（諸説あり）。
隠岐清秀の子として誕生。父・清秀の死後、家督を継いで尼子氏の被官となる。
永正9年（1512年）、村上右京亮雅房に安堵状を送る。永正11年（1514年）、村上清景らを奉行として隠岐国分寺を再興する。
大永3年（1523年）、国府尾城を築いて宮田城から居城を移した。
享禄3年（1530年）、水若酢神社との対立から隠岐の諸領主が反乱を起こすが、天文10年（1541年）には尼子氏の援軍を得て隠岐を統一する。
天文13年（1544年）、死去。その後、家督を継いだ子・豊清が父を弔うために寺領を出雲清安寺に寄進したという。
墓所は現在、島根県松江市の曹洞宗清安寺墓地にある。法号は幽窓院殿前隠州太守更月省三大居士。